# Invasió normanda d'Irlanda

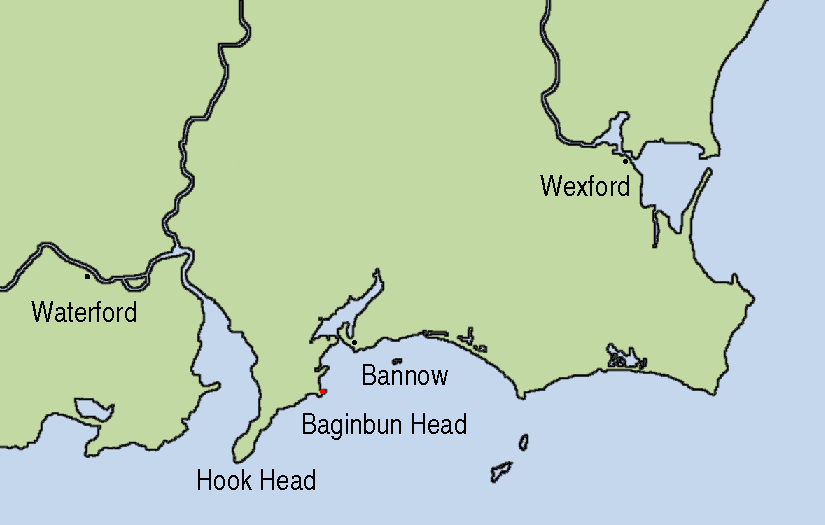
Lloc original de la invasió a la badia de Bannow

La conquesta normanda d'Irlanda va consistir en una sèrie de campanyes militars iniciades l'1 de maig de 1169 per Dermot MacMurrough, un dels reis de la província irlandesa de Leinster, que es va veure forçat a l'exili quan altres reis de l'illa es van alçar contra ell Va consistir en una extensió de la conquesta de Gal·les, duta a terme pels senyors cambro-normands que actuaven amb major o menor independència de la corona. Finalment, fou parcialment consolidada per Enric II d'Anglaterra el 18 d'octubre de 1171, i portaria a l'eventual domini anglès sobre l'illa. La seva conseqüència immediata fou el final de la Irlanda gaèlica i la de la jerarquia irlandesa de «Reis Suprems». Des d'aquest moment, l'illa es convertí en el senyoriu d'Irlanda, estat nominatiu que durà fins a 1541.

## Antecedents

### Butlla Papal
El primer papa anglès Adrià IV, en un del seu primers actes en 1155, va promulgar una butlla papal concedint a Enric autoritat per envair Irlanda a manera de contenció d'abusos i corrupció eclesiàstica. De totes maneres, es va fer poc ús contemporani de la butlla Laudabiliter a causa que el seu text obligava a fer complir la sobirania papal no sols sobre l'illa d'Irlanda, sinó a totes les illes de la costa europea, incloent Anglaterra, en virtut de la Donació de Constantí.
El text diu el següent:
| « | No hi ha de fet dubte, com sa altesa també reconeixerà, que Irlanda i la resta de les illes que Crist l'únic misericordiós va il·luminar, i les quals han rebut les doctrines de la fe cristiana, pertanyen a la jurisdicció de Sant Pere i de la santa Església romana. | » |

les referències a la butlla Laudabiliter es fan més freqüents en el posterior període Tudor, quan les recerques dels erudits humanistes del Renaixement mostren dubte sobre la historicitat de la Donació de Constantí.

### Situació de la Irlanda Cèltica de 1166
Després de perdre la protecció de Muirchertach MacLochlainn, cap del comtat de Tyrone i «Rei Suprem» d'Irlanda, Dermot MacMurrough, que era rei de Leinster, es va veure forçat a l'exili per una confederació d'irlandesos sota el comandament del nou Rei Suprem, Ruaidrí Ua Conchobair, a qui els seus consellers no van recomanar assassinar-lo, sinó bandejar-lo. L'antagonisme contra McMurrough va començar quan sent el senyor de Dublín, va arrendar una flota a Enric II per a la seva campanya de Gal·les el 1165, per la qual cosa l'any següent, quan els altres reis de l'illa en van tenir coneixement el van expulsar del seu regne.
Per la seva banda, MacMurrough va navegar primer cap a Bristol, on es va refugiar durant un temps, i després va partir cap a Normandia. Un cop allí, va arribar a sol·licitar l'ajuda d'Enric II d'Anglaterra, amb l'excusa dels últims contratemps esdevinguts a Irlanda i la situació dels diferents clans, a fi de recuperar el seu regne. El 1167 va obtenir els serveis del cavaller cambro-normand Maurice FitzGerald i posteriorment va persuadir a Rhys ap Gruffydd, príncep de la província gal·lesa de Deheubarth, perquè alliberés de la seva captivitat al mig germà de FitzGerald, Robert Fitz-Stephen a fi que pogués formar part de l'expedició. Amb major importància, va obtenir el suport del duc de Pembroke, Richard FitzGilbert de Clare, popularment conegut com a «Strongbow», a qui va prometre drets de successió al tron i terres, així com la mà de la seva filla Aoife en matrimoni a canvi de la seva ajuda.

## Campanya cambro-normanda d'Irlanda

### Primera expedició, 1167
El primer cavaller normand que va arribar a l'illa va ser Richard FitzGodbert de Roche en 1167. Aquesta expedició va aconseguir restaurar Diarmuid com a rei de Leinster, malgrat haver sofert una derrota en una escaramussa a la rodalia de Ceann Losnadha, contra les forces del rei irlandès Ruaidrí Ua Conchobair i el seu aliat Tigernán Ua Ruairc, rei de Breifne. Després d'haver perdut 25 dels seus guerrers i diversos mercenaris gal·lesos en la batalla, Diarmuid va aconseguir arribar a un acord amb Ruaidrí, qui li va permetre retornar a prendre el seu regne. No obstant això, els cambro-normands van continuar envaint, la qual cosa li va permetre Diarmuid dotar-se de l'oportunitat d'aliar-se amb ells, fet que li va permetre usar els seus serveis i expandir el seu poder a l'illa per poder atacar als seus contrincants. Entre 1168 i 1171 els cambro-normands no sols havien reconquistat tota la província de Leinster, amb Macmurrough, incloent Dublín, sinó que també havien envaït el veí regne de Meath i assetjat al regne de Breifne, de Tiernan O'Rourke.

### Desembarcament de l'exèrcit invasor
En 1169 la segona ona de forces normandes, gal·leses i flamenques va arribar al port de Wexford, sota el comandament de Robert Fitz Stephen. L'endemà se'ls va unir un altre contingent sota el comandament de Maurice de Prendergast. En total comptaven amb trenta cavallers normands, seixanta soldats amb armadura, 300 soldats rasos i una divisió d'entre 300 o 400 arquers gal·lesos. Finalment, se'ls van unir 500 dels guerrers irlandesos de Leinster, sota el comandament de Diarmuid mac Murchadha. El primer que van fer va ser atacar el port de Wexford i prendre'l després d'un breu setge; la població d'aquest lloc estava composta per colons d'origen escandinau. Després, una remesa de colons escandinaus va prendre també el port de Waterford. En completar aquests dos passos, van atacar el Regne d'Osraige i van aconseguir conquistar-lo després de breu resistència. Gerald de Barri, historiador cambro-normand, conta que els irlandesos d'Osraige gairebé van expulsar reeixidament als invasors del seu territori mitjançant l'ús de tàctiques de guerrilla, però que es van descurar i subestimaren al contrincant en una batalla en camp obert, i finalment foren derrotats. Una vegada Diarmuid sotmeté Osraige va portar el seu exèrcit mixt a Leinster, la seva terra, per sotmetre a tots els que encara se li oposaven. Durant les conteses van assolar moltes terres a la província i van enfortir el seu control sobre el regne. En un curt període es va recuperar Leinster, mentre que Waterford i Dublín es trobaven sota el control de Diarmuid. Strongbow es va casar amb la filla de Diarmuid, Eva la Roja, qui va ser nomenada hereva del regne de Leinster. Aquest últim desenllaç va ocasionar la consternació d'Enric II, qui temia que s'establís un estat rival.

### Pacificació de l'illa i fi de la invasió
Enric va desembarcar amb una enorme flota a Waterford el 1171, convertint-se en el primer rei d'Anglaterra a posar els peus en sòl irlandès. Tant Waterford com Dublín van ser proclamades ciutats reials. El successor del papa Adrià, Alexandre III va ratificar la concessió de les terres irlandeses a Enric en 1172. El 14 d'octubre d'aquest mateix any, el rei va desembarcar a Waterford amb 400 cavallers, entre els quals es trobava Hugh de Lacy. Enric va concedir els seus territoris irlandesos al seu fill més jove, Joan, amb el títol Dominus Hiberniae (senyor d'Irlanda). Quan Joan inesperadament va tenir més èxit que el seu germà en proclamar-se rei, el regne d'Irlanda va passar directament a situar-se sota el control de la corona anglesa.
Enric va ser reconegut clamorosament per la majoria dels reis irlandesos, qui van veure en ell l'oportunitat de manejar l'expansió tant de Leinster com dels hiberno-normands. Això va conduir a la ratificació del Tractat de Windsor en 1175 entre Enric i Ruaidrí. No obstant això, amb Diarmuid i Strongbow morts (en 1171 i 1176 respectivament), Enric de tornada a Anglaterra i Ruaidrí incapaç de manejar els seus vassalls nominals, durant dos anys no va valer la pena la vitel·la en el que estava inscrit. John de Courcy va envair i es va apoderar de bona part de l'est de l'Ulster el 1177, Raymond le Gros ja havia capturat Limerick i bona part del nord de Munster, mentre que les altres famílies normandes com els Prendergast, els Fitz-Stephen, els FitzGerald, els Fitz Henry i la família le Poer esculpien regnes virtuals per a si mateixos.

## Gallóglaigh
La importació dels mercenaris gallowglass a Irlanda va ser un factor major en la contenció de la invasió cambro-normanda del segle xii, ja que les seves files van endurir la resistència dels nobles irlandesos. Els gallowglass o «Gall Óglaigh» (joves guerrers estrangers) eren mercenaris, normalment d'origen escocès, que portaven destrals per al combat i vestien cotes de malla i cascs. Aquestes tradicions bèl·liques les van adquirir durant l'era vikinga dels colons noruecs que es van assentar a les Illes Hèbrides i van crear una cultura mixta Hiberno-nòrdica. A través de l'edat mitjana, les tropes gallowglass van ser mantingudes igualment per nobles irlandesos gaèlics i hiberno-normands. Fins i tot el lord diputat d'Irlanda anglès mantenia sovint una companyia d'ells al seu servei.

## Persones que van col·laborar amb Mac Murchadha durant la invasió de 1169
Hi ha una llarga llista de col·laboradors i persones que d'algun o una altra manera van col·laborar amb la invasió, d'ells en cal destacar els següents:
- Maurice de Prendergast
- Robert Barr
- Meiler Meilerine
- Maurice FitzGerald
- Redmond, nebot de Fitz-Stephen
- William Ferrand
- Miles de Cogan (Cogan)
- Gualter de Ridensford
- Gualter i Alexander, fills de Maurice FitzGerald
- William Notte
- Robert Fitz-Bernard
- Hugh de Lacy
- William FitzAldelm
- William Macarell
- Hemphrey Bohun
- Hugh De Gundevill
- Philip de Hasting
- Hugh Tirell
- David Walsh
- Robert Poer (primer Le Poer a Irlanda)
- Osbert de Herloter
- William de Bendenges
- Adam de Gernez
- Philip de Breos
- Griffin, sobrino de Fitz-Stephen
- Raulfe Fitz-Stephen
- Walter de Barry
- Philip Walsh
- Adam de Hereford
- Tommy De Downes